# 阿茲特克 (亞利桑那州)
阿茲特克（英語：Aztec）是位於美國亞利桑那州尤馬縣的一個人口普查指定地區。根據2010年美國人口普查，該地共人口47人，而該地的面積約為15.94平方千米。

## 地理
阿茲特克的座標為32°48′29″N 113°26′34″W / 32.80806°N 113.44278°W，而該地最高點為海拔高度155米（即509英尺）。